# Biserica de lemn din Bivolărie

Biserica de lemn din Vicovu de Sus–Bivolărie

Biserica ortodoxă „Sfântul Nicolae” Vicovu de Sus–Bivolărie este un lăcaș de cult ortodox, construit din lemn în anul 1861 în satul Gura Largului, comuna Poiana Teiului din județul Neamț. Întrucât, începând cu anul 1959, s-a demarat realizarea lacului de acumulare artificial de la Bicaz, edificiul a fost strămutat în satul Bivolărie (actualmente cartier al orașului Vicovu de Sus din județul Suceava), fiind refăcut pe noul amplasament în anul 1960, când a fost sfințit.
De-a lungul timpului, au fost efectuate mai multe lucrări de amenajare, s-a realizat pictura interioară, s-au construit casa parohială, casa praznicală, clopotnița, altarul de vară și altele, iar recent a fost refăcută Sfânta Masă din altar.